# Теребовльский детинец
Теребовльский детинец — детинец древнерусского Теребовля, удельного центра Галицко-Волынского княжества. Был расположен на Замковой горе, возвышающейся над рекой Гнезной. Первое упоминание Теребовля в Ипатьевской летописи датируется 1097 годом.

## Локализация
Вплоть до 1980-х годов вопрос местонахождения первоначального центра города оставался дискуссионным, что было обусловлено отсутствием находок древнерусского культурного слоя на Замковой горе, а также летописными данными, что Теребовль располагался на Серете. Ряд учёных (например, И. К. Свешников и П. А. Раппопорт) локализовывали детинец и княжескую резиденцию у слияния Гнезны и Серета в районе нынешнего села Зеленче. Тамошнее городище площадью 2 га с напольной стороны было укреплено дугообразным валом высотой 3 м и рвом глубиной 2 м, ныне почти уничтоженными. С северо-западной стороны к нему примыкал окольный город, вытянувшийся вдоль Серета, и также защищённый валом и рвом. Вокруг располагались неукреплённые селища-посады. На противоположенном берегу Серета (в урочище Замчище) находилось ещё одно укрепление XII—XIII веков.
Однако после нахождения лука-райковецкого и древнерусского культурного слоя на Замковой горе стало ясно, что именно здесь находился детинец, в котором размещалась и княжеская резиденция. Были найдены следы оборонительных стен X—XI и второй половины XIII веков. Исследования Бориса Тимощука и Ирины Русановой позволили установить в районе Теребовля единый комплекс взаимосвязанных поселений.

## Описание
На момент первого летописного упоминания Теребовля в конце XI века, связанного с князем Василько Ростиславичем (первым князем Теребовльского княжества), на Замковой горе и в её окрестностях уже существовал общинный центр, состоявший из нескольких укреплённых и неукреплённых поселений. Некоторые из археологических памятников, в том числе оборонительного характера, уходят корнями в ранний железный век. Согласно Борису Тимощуку, княжеский дворец и двор были построены на крайней стрелке мыса. Княжеский двор был отделён от сакральной части, в которой, вероятно, находился каменный храм, оборонным валом. Василько Ростиславич существенно  обновил и расширил предыдущие укрепления на Замковой горе. Общая протяжённость стен созданного им оборонного комплекса составляла 3500 м. Форма детинца приближалась к треугольной. С южной, западной и восточной стороны он был защищён крутыми склонами холма, а с напольной стороны четырьмя валами с деревянными укреплениями и рвами. С северной стороны к детинцу примыкал окольный город, защищённый своими укреплениями. Территория детинца была застроена жилыми и хозяйственными сооружениями.
Укрепления Теребовля были разрушены в результате монгольского нашествия на Русь. В XIV веке на месте древнерусского детинца был построен первый Теребовлянский замок, в 1630-х годах — второй, который и сохранился в руинированном состоянии до наших дней.